# الأدلة المادية على وجود الله (كتاب)
الأدلة المادية على وجود الله كتاب للشيخ محمد متولي الشعراوي أتى فيه بالأدلة المادية والعلمية على وجود الله للرد على المشككين والملحدين، كما قام بدحض المذاهب المادية في الخلق مثل: الماصدفة والداروينية والتولد الذاتي وغيرها. وقد سعت مؤسسة الأزهر إلى إعادة نشر الكتاب سنة 2014 لمواجهة تيارات الإلحاد بين الشباب خصوصا بعد أن وصلت نسبة الإلحاد فيهم إلى 12.5% بعد أن كانت 2%.

## محتوى الكتاب
- الفصل الأول: أسباب الوجود
- الفصل الثاني: وفي أنفسكم أفلا تبصرون
- الفصل الثالث: الدليل الغيبي
- الفصل الرابع: وفي الأرض آيات
- الفصل الخامس: الأدلة المادية
- الفصل السادس: وفي كل شيء دليل